# Gian Pietro Francesco Agius de Soldanis
Gian Pietro Francesco Agius de Soldaris (Gozo 1712-1770) chanoine et linguiste maltais.
Gian de Soldanis est le premier à vouloir faire du maltais, sa langue natale uniquement parlée, une langue écrite, capable de permettre l'écriture littéraire. Il s’intéresse au problème de transcription du maltais et il écrit en 1750 un livre en deux parties : Descrizione della Lingua Punica (Description de la langue punique) et Nuova Scuola di Grammatica (Nouveau Cours de grammaire). Hormis le fait qu’il pense le maltais comme une langue punique, sa grammaire, qui est donc latine, commence par la définition d’un alphabet spécifique au maltais. Il sera aussi le premier à poser le principe pour le maltais d'un seul graphème pour un seul phonème :
a, b, c (pour ċ actuel), d, e, f, gk (pour g), g (pour ġ), ch (pour ħ), i, j, k, l, m, n, o, p, k(pour q) , r, s, t, u, v, sc(pour x) , z.